# Filmjahr 1939
Liste der Filmjahre

◄◄ | ◄ | 1935 | 1936 | 1937 | 1938 | Filmjahr 1939 | 1940 | 1941 | 1942 | 1943 | ► | ►►

Weitere Ereignisse

## Ereignisse
- 2. März: In der New Yorker Radio City Music Hall hat John Fords Western Stagecoach Premiere, der dem Filmschauspieler John Wayne zu seiner Karriere verhilft.
- 29. März: Die Hollywood-Stars Clark Gable und Carole Lombard heiraten.
- 5. April: Der Propagandaregisseur der Nazis, Veit Harlan, heiratet die Protagonistin seiner Filme Kristina Söderbaum.
- 13. Mai: Barbara Stanwyck heiratet Robert Taylor.
- 1. Juli: Nach der Scheidung von seiner jüdischen Ehefrau heiratet Heinz Rühmann Hertha Feiler.
- 7. Juli: In Paris hat Jean Renoirs Film Die Spielregel seine Uraufführung.
- 12. August: Uraufführung von Das zauberhafte Land. Der auch als Der Zauberer von Oz bekannte Film avanciert in der Folgezeit zu einer Ikone der US-amerikanischen Kulturgeschichte. Im Jahr 2007 wird er in die Liste des Weltdokumentenerbes der UNESCO aufgenommen.
- 15. Dezember: In Atlanta wird mit dem vierstündigen Liebesdrama Vom Winde verweht der bis dahin teuerste Film aller Zeiten uraufgeführt, der in der Folge zehn Oscars erhält und sich zum inflationsbereinigt kommerziell erfolgreichsten Film aller Zeiten entwickelt.

## Erfolgreichste Filme

### Top 10 in den USA
Die zehn erfolgreichsten Filme an den US-amerikanischen Kinokassen nach Einspielergebnis.
| Platz | Filmtitel                    | Einspielergebnis in US-Dollar |       |
| ----- | ---------------------------- | ----------------------------- | ----- |
| 1.    | Gone with the Wind           | 18.000.000                    | [ 1 ] |
| 2.    | Mr. Smith Goes to Washington | 3.500.000                     | [ 2 ] |
| 3.    | Jesse James                  | 2.335.000                     | [ 3 ] |
| 4.    | Babes in Arms                | 2.311.000                     | [ 4 ] |
| 5.    | The Wizard of Oz             | 2.048.000                     | [ 4 ] |
| 6.    | Gunga Din                    | 1.888.000                     | [ 5 ] |
| 7.    | Goodbye, Mr. Chips           | 1.777.000                     | [ 4 ] |
| 8.    | Dodge City                   | 1.668.000                     | [ 6 ] |
| 9.    | The Rains Came               | 1.656.000                     | [ 3 ] |
| 10.   | The Women                    | 1.610.000                     | [ 4 ] |

## Filmpreise

### Academy Awards

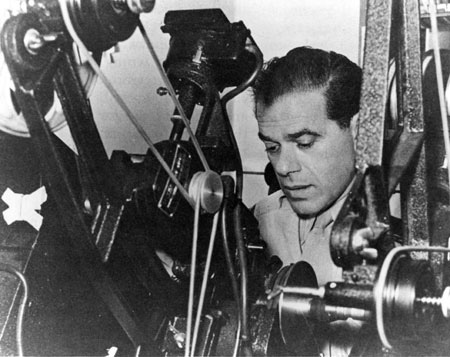
Frank Capra

Die diesjährige Oscarverleihung findet am 23. Februar im Biltmore Hotel in Los Angeles statt. Die Moderation hat Frank Capra.
- Bester Film: Lebenskünstler von Frank Capra
- Bester Hauptdarsteller: Spencer Tracy in Teufelskerle
- Beste Hauptdarstellerin: Bette Davis in Jezebel
- Bester Regisseur: Frank Capra für Lebenskünstler
- Bester Nebendarsteller: Walter Brennan in Die goldene Peitsche
- Beste Nebendarstellerin: Fay Bainter in Jezebel
- Beste Musik: Erich Wolfgang Korngold für Robin Hood, König der Vagabunden
- Juvenile Award: Deanna Durbin und Mickey Rooney

Vollständige Liste der Preisträger

### Filmfestspiele von Venedig
Die Filmfestspiele von Venedig finden vom 8. August bis zum 1. September statt. Die Jury wählte in diesem Jahr nur einen Preis für den besten Film aus.
- Bester Film: Abuna Messias von Goffredo Alessandrini

### New York Film Critics Circle Award
- Bester Film: Sturmhöhe von William Wyler
- Beste Regie: John Ford für Ringo
- Bester Hauptdarsteller: James Stewart in Mr. Smith geht nach Washington
- Beste Hauptdarstellerin: Vivien Leigh in Vom Winde verweht
- Bester ausländischer Film: Ernte von Géza von Bolváry

### Weitere Filmpreise und Auszeichnungen
- Directors Guild of America Award: Mabel Willebrandt
- Louis-Delluc-Preis: Hafen im Nebel von Marcel Carné
- National Board of Review: Ich war ein Spion der Nazis von Anatole Litvak (Bester Film), Hafen im Nebel von Marcel Carné (Bester fremdsprachiger Film)
- Photoplay Award: Vom Winde verweht von Victor Fleming

## Geburtstage

### Januar bis März
Januar

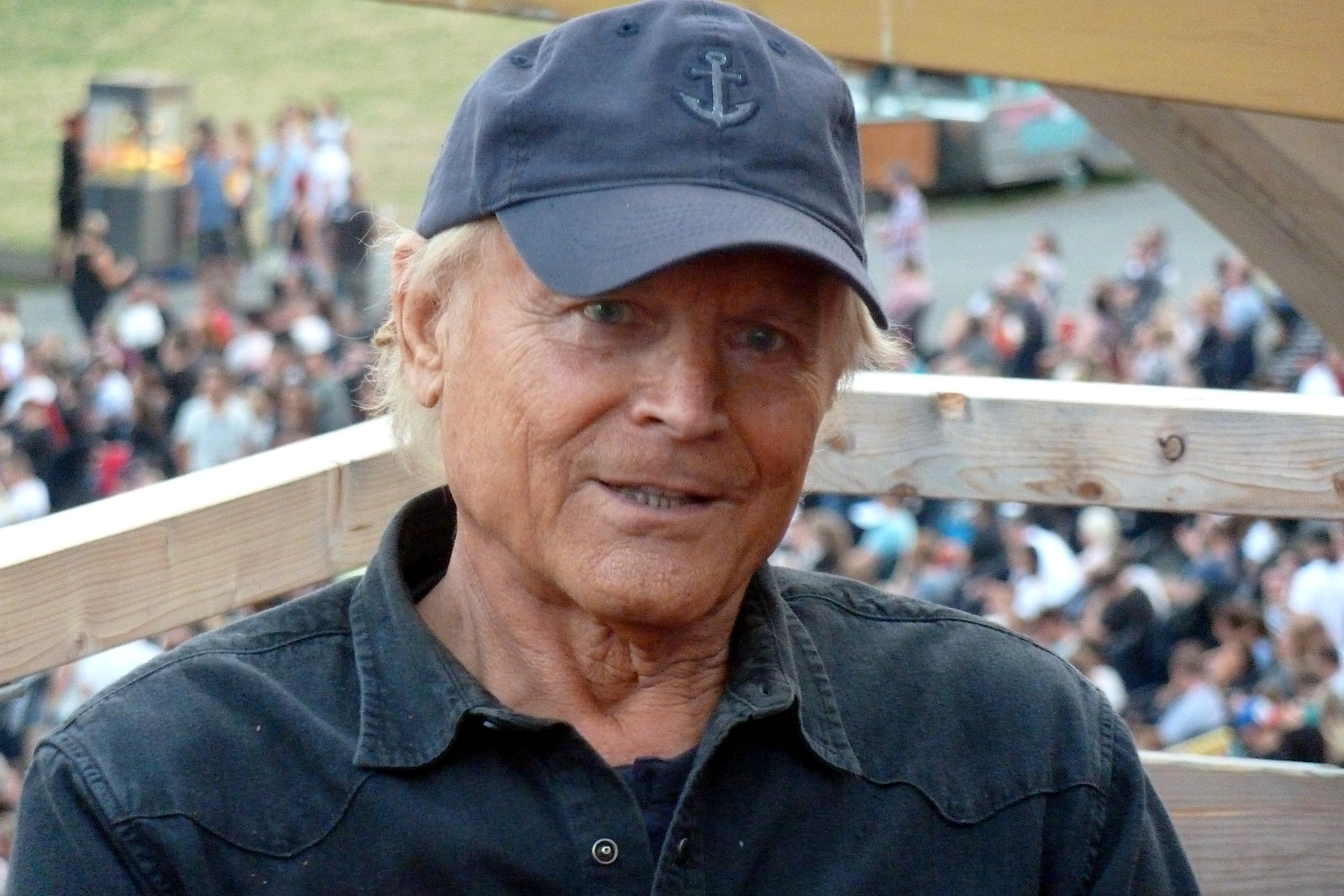
Terence Hill (* 29. März)

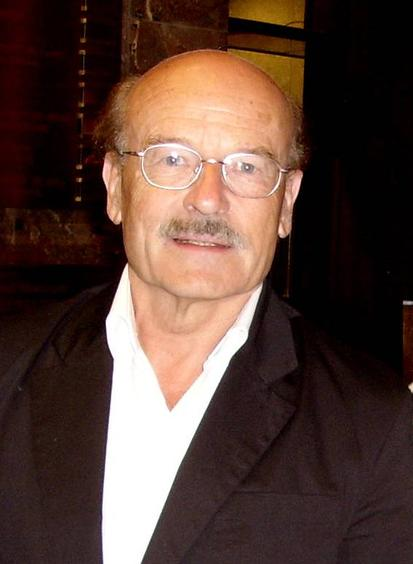
Volker Schlöndorff (* 31. März)

- 01. Januar: Michèle Mercier, französische Schauspielerin
- 05. Januar: Rüstəm İbrahimbəyov, aserbaidschanischer Schriftsteller, Drehbuchautor und Filmproduzent († 2022)
- 08. Januar: John LaMotta, US-amerikanischer Schauspieler
- 09. Januar: Susannah York, britische Schauspielerin († 2011)
- 10. Januar: Sal Mineo, US-amerikanischer Schauspieler († 1976)
- 11. Januar: Peter Uray, österreichischer Schauspieler
- 14. Januar: Peter Baumgartner, schweizerischer Kameramann († 2021)
- 23. Januar: Arlene Golonka, US-amerikanische Schauspielerin († 2021)
- 24. Januar: Joseph Vilsmaier, deutscher Regisseur († 2020)

Februar
- 03. Februar: Michael Cimino, US-amerikanischer Regisseur († 2016)
- 05. Februar: Paul L. Smith, US-amerikanischer Schauspieler († 2012)
- 06. Februar: Mike Farrell, US-amerikanischer Schauspieler
- 07. Februar: Hermann Lause, deutscher Schauspieler († 2005)
- 09. Februar: Janet Suzman, südafrikanische Schauspielerin
- 16. Februar: Volker Spengler, deutscher Schauspieler († 2020)
- 18. Februar: Ray Lovejoy, britischer Filmeditor († 2001)
- 21. Februar: Jörg Schmidt-Reitwein, deutscher Kameramann († 2023)
- 23. Februar: Peter Fonda, US-amerikanischer Schauspieler († 2019)
- 24. Februar: Marisa Mell, österreichische Schauspielerin († 1992)

März
- 03. März: Ariane Mnouchkine, französische Regisseurin
- 03. März: Robert Shaye, US-amerikanischer Produzent
- 04. März: Paula Prentiss, US-amerikanische Schauspielerin
- 05. März: Samantha Eggar, britische Schauspielerin
- 10. März: António-Pedro Vasconcelos, portugiesischer Filmregisseur und -produzent († 2024)
- 14. März: Pilar Bardem, spanische Schauspielerin († 2021)
- 14. März: Raymond J. Barry, US-amerikanischer Schauspieler
- 14. März: Bertrand Blier, französischer Regisseur († 2025)
- 14. März: Volker Bogdan, deutscher Schauspieler und Synchronsprecher († 2021)
- 14. März: Yves Boisset, französischer Regisseur († 2025)
- 17. März: Klaus Ofczarek, österreichischer Schauspieler und Opernsänger († 2020)
- 18. März: Corrado Farina, italienischer Regisseur und Drehbuchautor († 2016)
- 18. März: Peter Kraus, österreichischer Sänger und Schauspieler
- 29. März: Terence Hill, italienischer Schauspieler
- 30. März: Ernst-Georg Schwill, deutscher Schauspieler († 2020)
- 31. März: Volker Schlöndorff, deutscher Regisseur

### April bis Juni
April

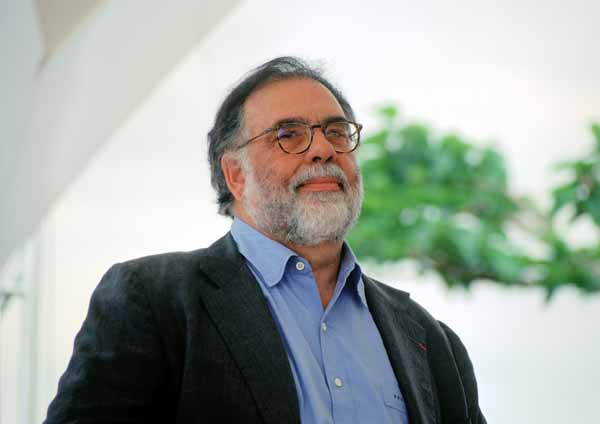
Francis Ford Coppola (* 7. April)

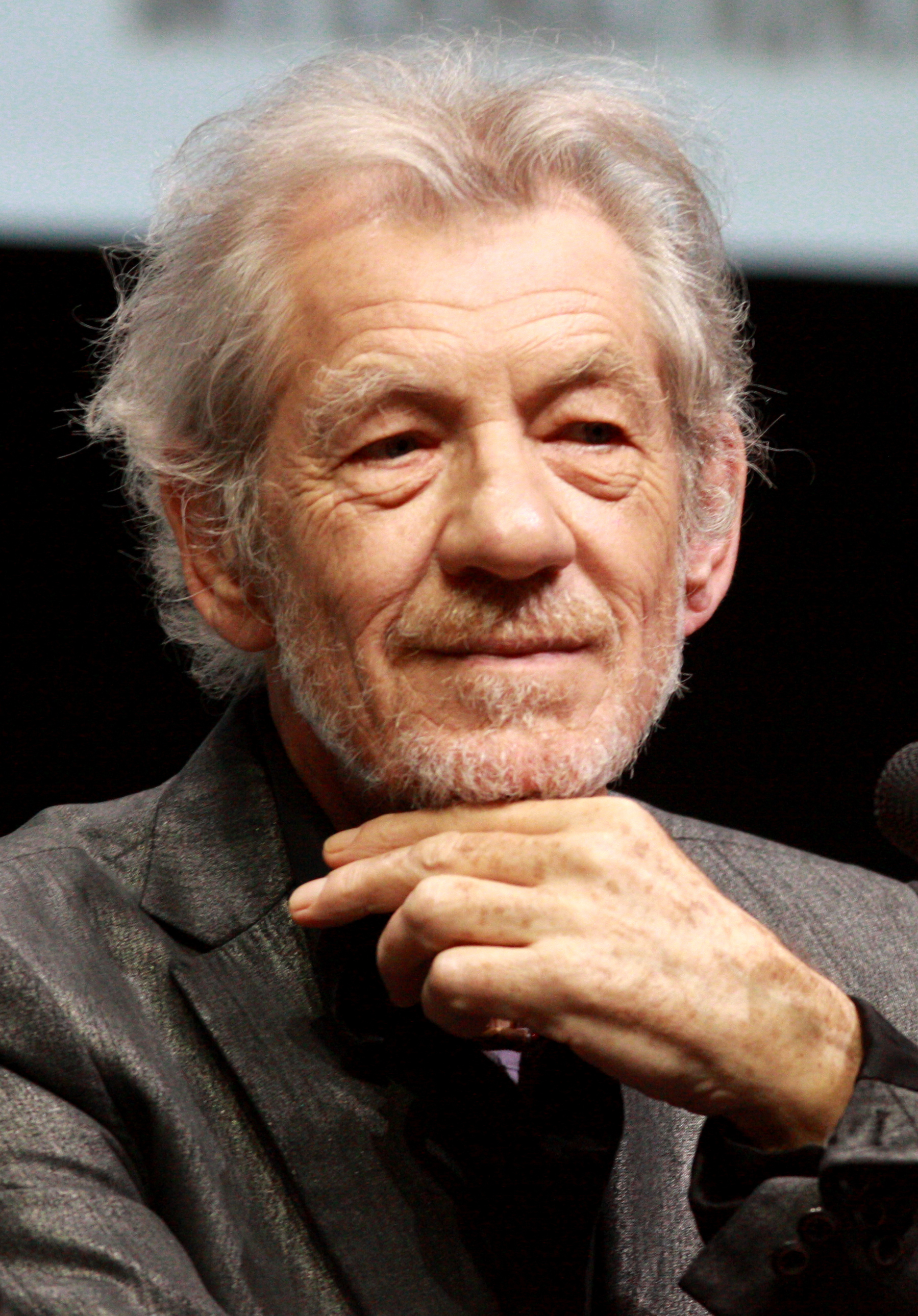
Ian McKellen (* 25. Mai)

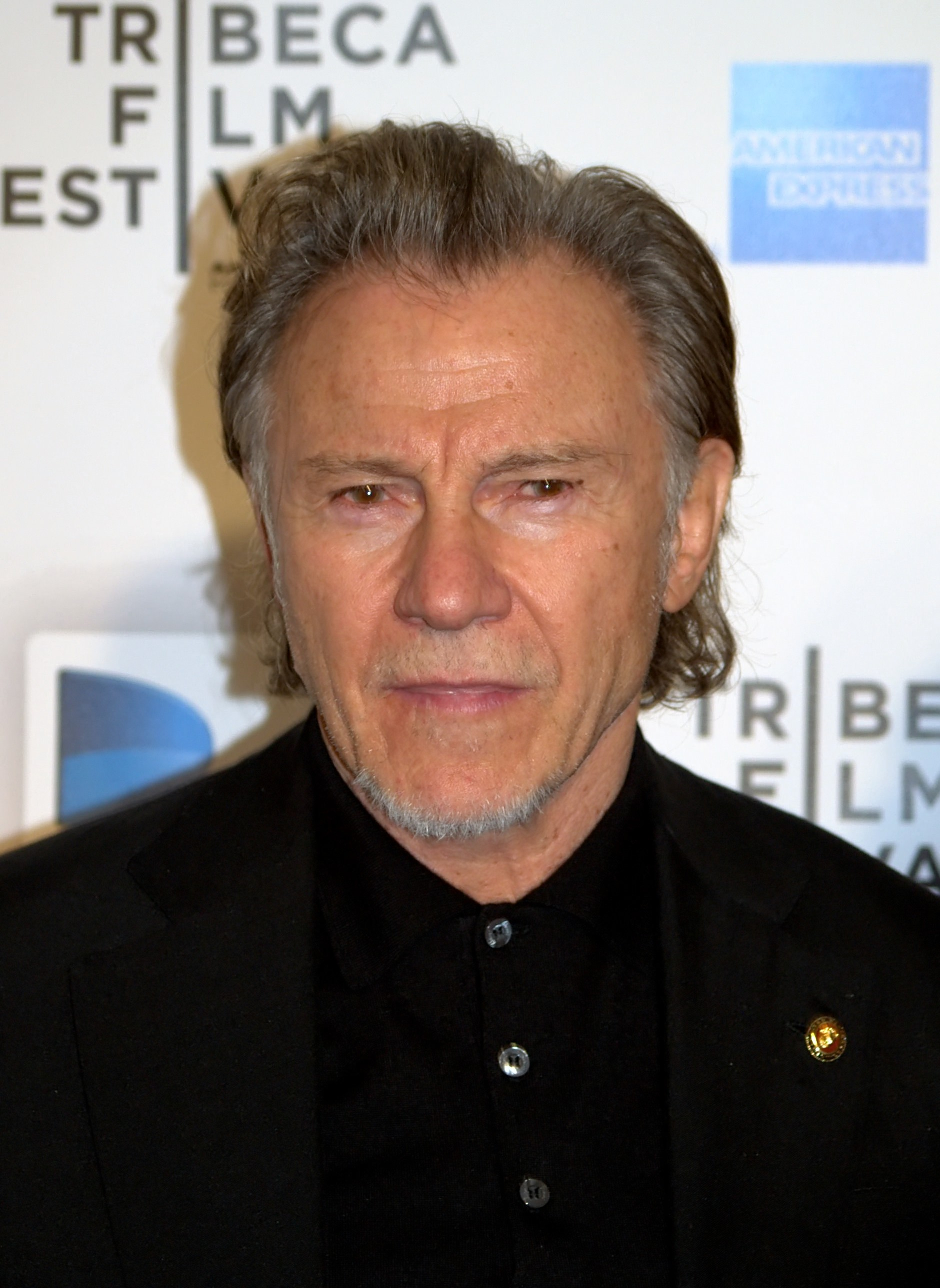
Harvey Keitel (* 13. Mai)

- 01. April: Ali MacGraw, US-amerikanische Schauspielerin
- 06. April: Krystyna Mikołajewska, polnische Schauspielerin
- 07. April: Francis Ford Coppola, US-amerikanischer Regisseur und Produzent
- 09. April: Michael Learned, US-amerikanische Schauspielerin
- 09. April: Gernot Roll, deutscher Kameramann († 2020)
- 13. April: Paul Sorvino, US-amerikanischer Schauspieler († 2022)
- 16. April: Iwan Bortnik, russischer Schauspieler († 2019)
- 20. April: Joe Camp, US-amerikanischer Regisseur, Drehbuchautor und Filmproduzent († 2024)
- 23. April: David Birney, US-amerikanischer Schauspieler († 2022)
- 23. April: Jorge Fons, mexikanischer Regisseur († 2022)
- 23. April: Lee Majors, US-amerikanischer Schauspieler
- 28. April: Burkhard Driest, deutscher Schauspieler und Drehbuchautor († 2020)

Mai
- 04. Mai: Paul Gleason, US-amerikanischer Schauspieler († 2006)
- 07. Mai: Marco St. John, US-amerikanischer Schauspieler
- 12. Mai: Uta Hallant, deutsche Schauspielerin und Synchronsprecherin († 2022)
- 13. Mai: Harvey Keitel, US-amerikanischer Schauspieler
- 14. Mai: Veruschka von Lehndorff, deutsche Schauspielerin
- 15. Mai: Barbara Hammer, US-amerikanische Filmproduzentin und -regisseurin († 2019)
- 18. Mai: Hark Bohm, deutscher Regisseur und Schauspieler
- 19. Mai: James Fox, britischer Schauspieler
- 19. Mai: Nancy Kwan, US-amerikanische Schauspielerin
- 22. Mai: Paul Winfield, US-amerikanischer Schauspieler († 2004)
- 23. Mai: Reinhard Hauff, deutscher Regisseur
- 25. Mai: Ian McKellen, britischer Schauspieler
- 30. Mai: Michael J. Pollard, US-amerikanischer Schauspieler († 2019)
- 30. Mai: Marisa Solinas, italienische Schauspielerin und Sängerin († 2019)

Juni
- 05. Juni: Bruno Gaburro, italienischer Regisseur und Drehbuchautor
- 08. Juni: Bernie Casey, US-amerikanischer Schauspieler († 2017)
- 10. Juni: Alexandra Stewart, kanadische Schauspielerin
- 11. Juni: Christina Crawford, US-amerikanische Schauspielerin und Autorin
- 12. Juni: Tak Fujimoto, US-amerikanischer Kameramann

### Juli bis September
Juli

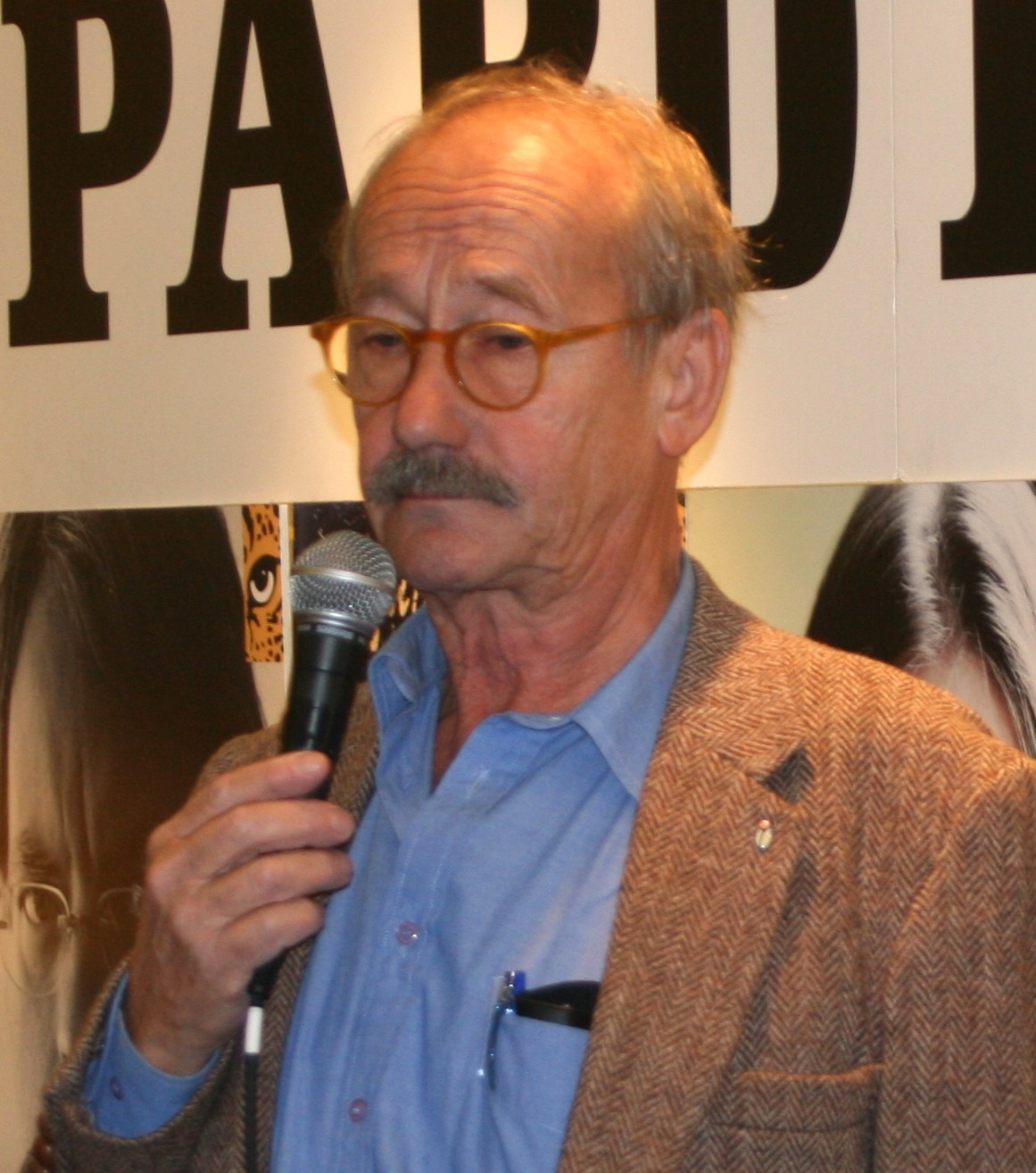
Gösta Ekman (* 28. Juli)

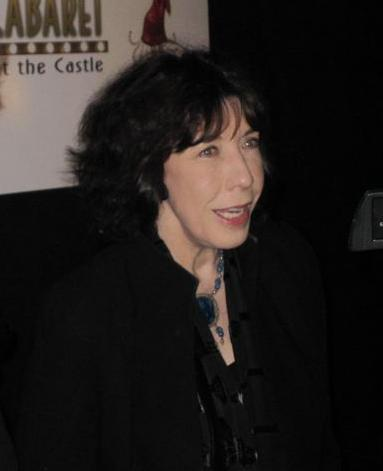
Lily Tomlin (* 1. September)

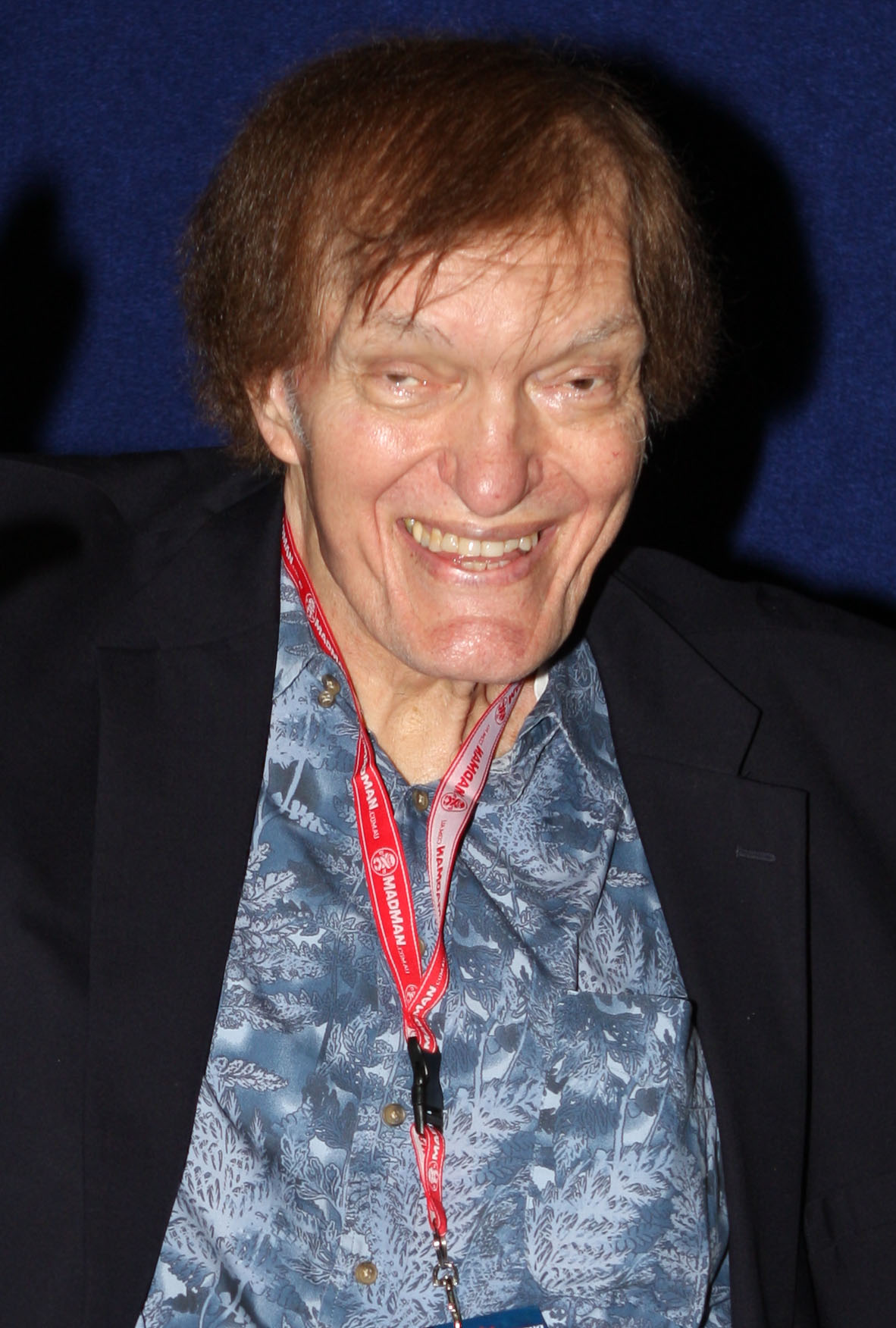
Richard Kiel (* 13. September)

- 09. Juli: Branko Samarovski, österreichischer Schauspieler
- 12. Juli: Jürgen Schornagel, deutscher Schauspieler († 2025)
- 14. Juli: Sid Haig, US-amerikanischer Schauspieler († 2019)
- 15. Juli: Patrick Wayne, US-amerikanischer Schauspieler
- 17. Juli: Krzysztof Zanussi, polnischer Regisseur
- 28. Juli: Gösta Ekman der Jüngere, schwedischer Schauspieler, Drehbuchautor und Regisseur († 2017)
- 30. Juli: Elizabeth Ashley, US-amerikanische Schauspielerin
- 30. Juli: Peter Bogdanovich, US-amerikanischer Regisseur († 2022)
- 31. Juli: France Nuyen, französische Schauspielerin

August
- 02. August: Wes Craven, US-amerikanischer Regisseur, Drehbuchautor, Produzent und Schauspieler († 2015)
- 02. August: Ursula Karusseit, deutsche Schauspielerin († 2019)
- 04. August: Frank Vincent, US-amerikanischer Schauspieler († 2017)
- 07. August: Sue Lloyd, britische Schauspielerin († 2011)
- 09. August: Bulle Ogier, französische Schauspielerin
- 10. August: Kate O’Mara, britische Schauspielerin († 2014)
- 11. August: Uta Sax, deutsche Schauspielerin
- 12. August: George Hamilton, US-amerikanischer Schauspieler
- 20. August: Hannelore Hoger, deutsche Schauspielerin, Theaterregisseurin sowie Hörbuch- und Hörspielsprecherin († 2024)
- 22. August: Valerie Harper, US-amerikanische Schauspielerin († 2019)
- 25. August: John Badham, britischer Regisseur
- 26. August: Todor Kolew, bulgarischer Schauspieler († 2013)
- 26. August: Dagmar Koller, österreichische Sängerin und Schauspielerin
- 28. August: Wladimir Iwaschow, russischer Schauspieler († 1995)
- 29. August: Joel Schumacher, US-amerikanischer Regisseur († 2020)

September
- 01. September: Lily Tomlin, US-amerikanische Schauspielerin
- 04. September: Bob May, US-amerikanischer Schauspieler und Stuntman († 2009)
- 05. September: William Devane, US-amerikanischer Schauspieler
- 12. September: Joachim Kemmer, deutscher Schauspieler († 2000)
- 13. September: Richard Kiel, US-amerikanischer Schauspieler († 2014)
- 17. September: Wladimir Menschow, russischer Schauspieler und Regisseur († 2021)
- 19. September: Joachim Ansorge, deutscher Schauspieler und Synchronsprecher († 1980)
- 23. September: Janusz Gajos, polnischer Schauspieler
- 24. September: Michael Wadleigh, US-amerikanischer Regisseur und Kameramann
- 27. September: Renate Schroeter, deutsche Schauspielerin († 2017)
- 29. September: Werner Pochath, österreichischer Schauspieler († 1993)

### Oktober bis Dezember
Oktober

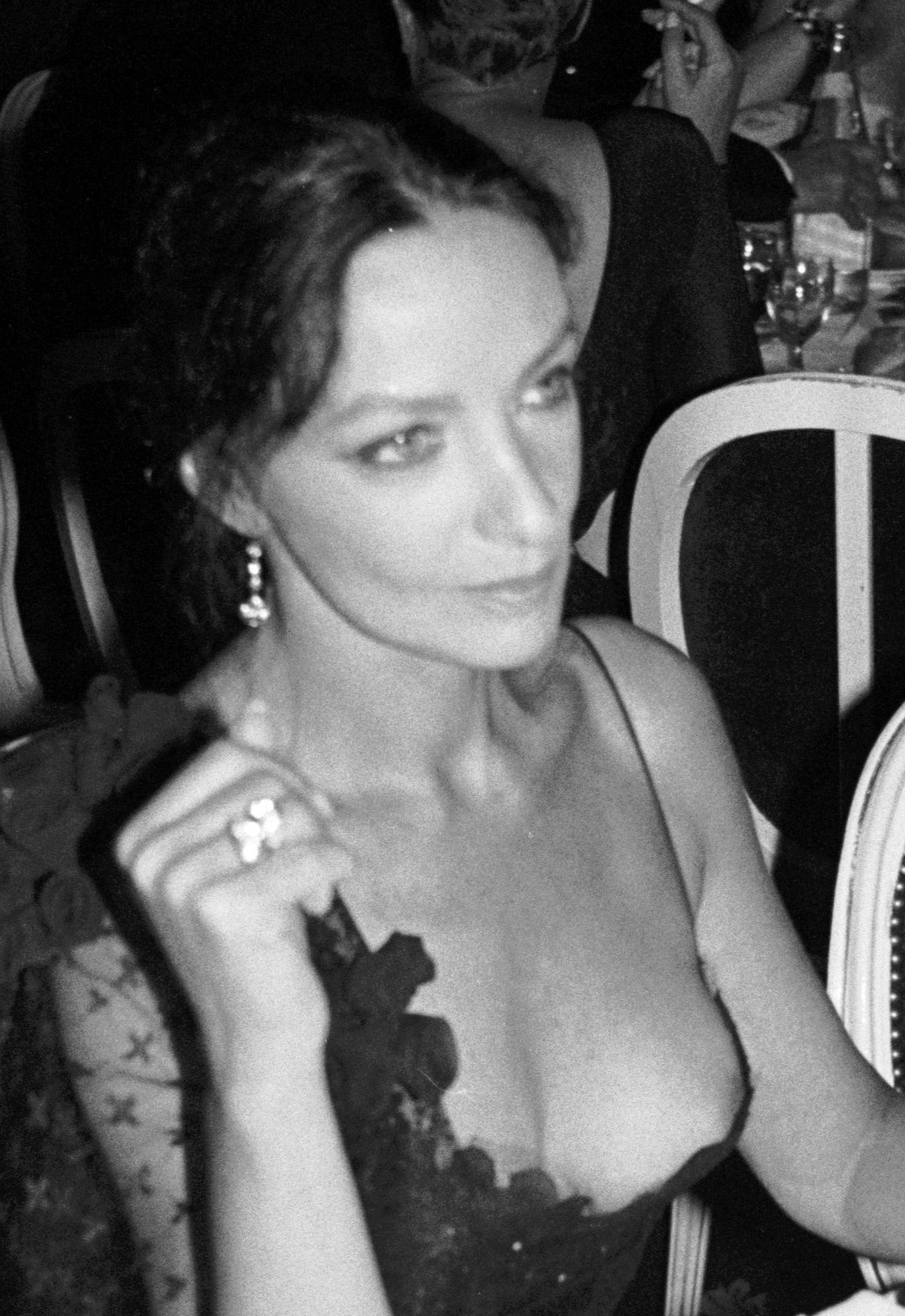
Marie Laforêt (* 5. Oktober)

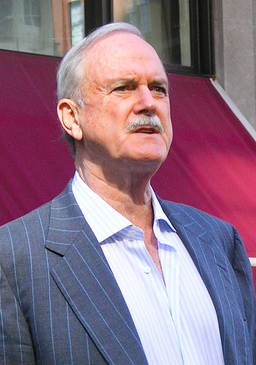
John Cleese (* 27. Oktober)

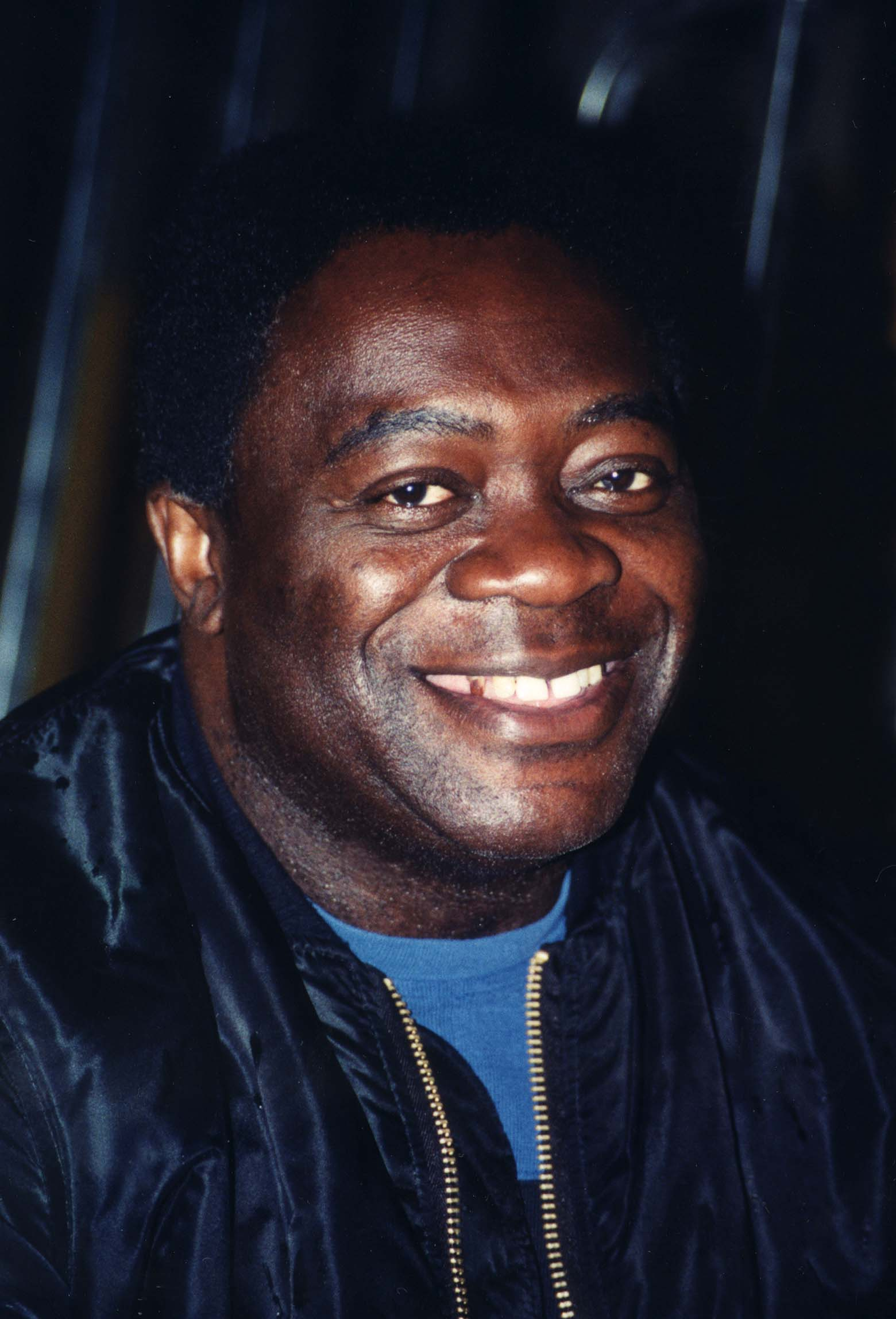
Yaphet Kotto (* 15. November)

- 05. Oktober: Marie Laforêt, französische Schauspielerin († 2019)
- 07. Oktober: Raimund Harmstorf, deutscher Schauspieler († 1998)
- 08. Oktober: Paul Hogan, australischer Schauspieler
- 13. Oktober: Melinda Dillon, US-amerikanische Schauspielerin († 2023)
- 15. Oktober: Heide Keller, deutsche Schauspielerin († 2021)
- 19. Oktober: Wu Tianming, chinesischer Regisseur und Produzent († 2014)
- 22. Oktober: Joe Berger, österreichischer Schauspieler († 1991)
- 22. Oktober: Tony Roberts, US-amerikanischer Schauspieler († 2025)
- 24. Oktober: F. Murray Abraham, US-amerikanischer Schauspieler
- 27. Oktober: John Cleese, britischer Schauspieler
- 28. Oktober: Jane Alexander, US-amerikanische Schauspielerin
- 31. Oktober: Ron Rifkin, US-amerikanischer Schauspieler

November
- 01. November: Jo Morrow, US-amerikanische Schauspielerin
- 03. November: Matthias Fuchs, deutscher Schauspieler († 2002)
- 05. November: Jan Nowicki, polnischer Schauspieler († 2022)
- 09. November: Marco Bellocchio, italienischer Regisseur
- 09. November: Ulrich Schamoni, deutscher Regisseur († 1998)
- 11. November: Denise Alexander, US-amerikanische Schauspielerin
- 12. November: Wolfgang Hübsch, österreichischer Schauspieler
- 12. November: Dieter Wedel, deutscher Regisseur († 2022)
- 14. November: Rudolf Thome, deutscher Regisseur
- 15. November: Yaphet Kotto, US-amerikanischer Schauspieler († 2021)
- 15. November: Enzo Staiola, italienischer Schauspieler und Mathematiklehrer († 2025)
- 18. November: Luigi Faccini, italienischer Regisseur und Drehbuchautor
- 18. November: Brenda Vaccaro, US-amerikanische Schauspielerin
- 19. November: Nikolaus Paryla, österreichischer Schauspieler
- 21. November: Jeannot Szwarc, französischer Regisseur († 2025)
- 22. November: Allen Garfield, US-amerikanischer Schauspieler († 2020)
- 25. November: Shelagh Delaney, britische Drehbuchautorin († 2011)
- 25. November: Angelika Meissner, deutsche (Kinder-)Schauspielerin († 2018)
- 26. November: Yılmaz Köksal, türkischer Schauspieler und Drehbuchautor († 2015)
- 26. November: Mark Margolis, US-amerikanischer Schauspieler († 2023)
- 26. November: Tina Turner, US-amerikanische Sängerin und Schauspielerin († 2023)

Dezember
- 07. Dezember: Herwig Seeböck, österreichischer Schauspieler († 2011)
- 08. Dezember: Dariush Mehrjui, iranischer Regisseur und Dokumentarfilmer († 2023)
- 14. Dezember: Josef Abrhám, tschechischer Schauspieler († 2022)
- 14. Dezember: Alessandra Panaro, italienische Schauspielerin († 2019)
- 20. Dezember: Kathryn Joosten, US-amerikanische Schauspielerin († 2012)
- 21. Dezember: Henri Guybet, französischer Schauspieler
- 21. Dezember: Franco Micalizzi, italienischer Komponist
- 25. Dezember: Royce D. Applegate, US-amerikanischer Schauspieler († 2003)
- 26. Dezember: Fred Schepisi, australischer Regisseur und Drehbuchautor
- 27. Dezember: John Amos, US-amerikanischer Schauspieler († 2024)

## Verstorbene

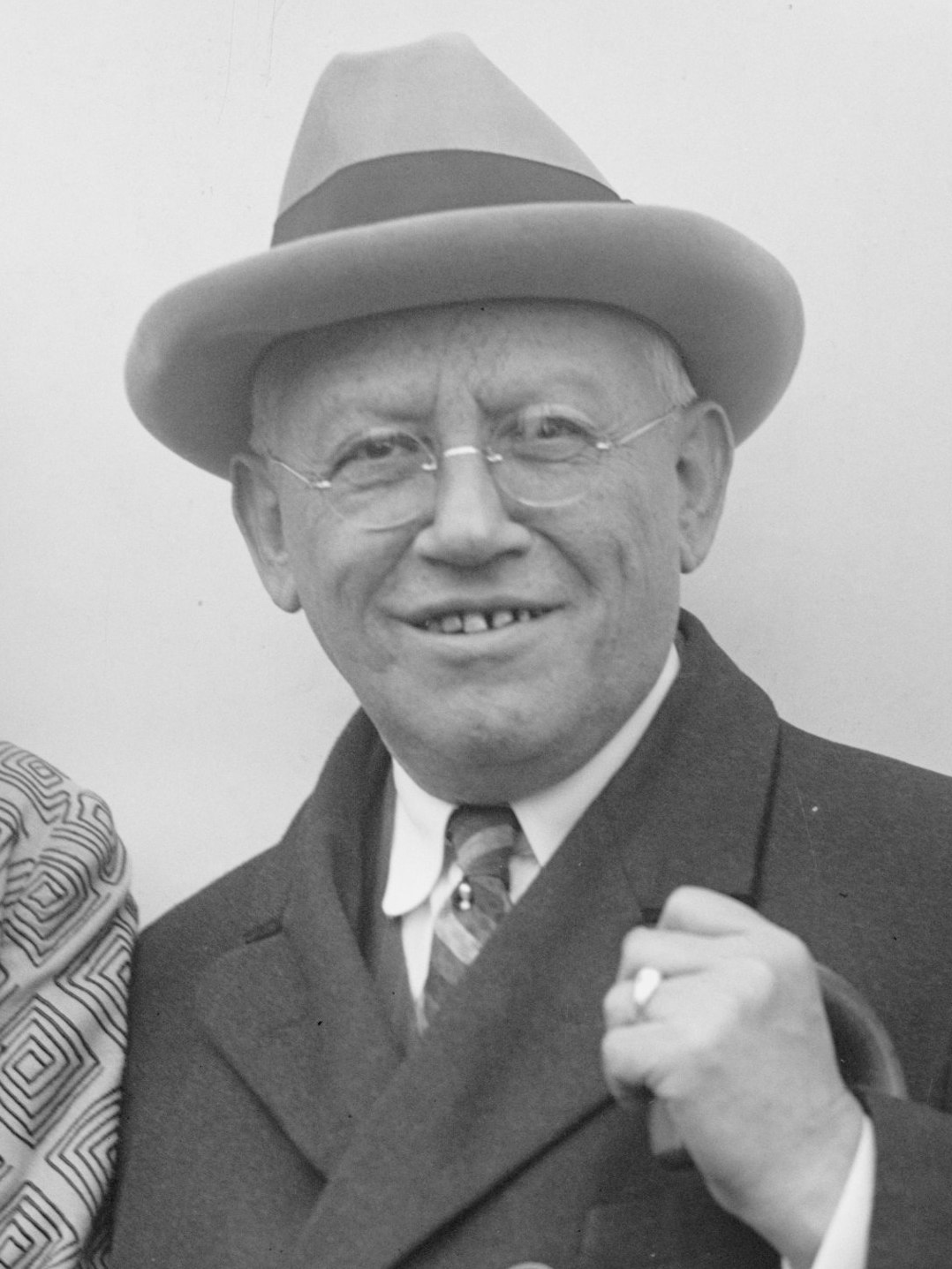
Carl Laemmle († 24. September)

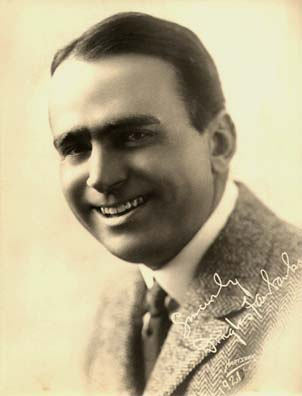
Douglas Fairbanks senior († 12. Dezember)

- 10. Januar: Jameson Thomas, britischer Schauspieler (* 1888)
- 18. Januar: Iwan Iljitsch Mosschuchin, russischer Schauspieler (* 1889)
- 25. Januar: Helen Ware, US-amerikanische Schauspielerin (* 1877)
- 27. Januar: Anna von Palen, deutsche Schauspielerin (* 1875)

- 02. März: Eugen Kürschner, ungarischer Produktions- und Aufnahmeleiter (* 1890)
- 05. März: Herbert Mundin, britischer Schauspieler (* 1897)
- 20. März: Lotte Lorring, deutsche Schauspielerin (* 1893)

- 11. April: S. S. Van Dine, US-amerikanischer Schriftsteller (* 1888)

- 01. Mai: Herti Kirchner, deutsche Schauspielerin (* 1913)
- 11. Mai: Stacia Napierkowska, französische Schauspielerin und Tänzerin (* 1896)
- 19. Mai: Louis Douglas, US-amerikanischer Tänzer und Schauspieler (* 1889)

- 06. Juni: George Fawcett, US-amerikanischer Schauspieler (* 1860)
- 09. Juni: Owen Moore, US-amerikanischer Schauspieler (* 1886)

- 23. August: Sidney Howard, US-amerikanischer Dramatiker und Drehbuchautor (* 1891)

- 10. September: Hugo Riesenfeld, österreichisch-amerikanischer Komponist (* 1879)
- 17. September: Georges Pitoëff, französischer Schauspieler, Regisseur und Theaterleiter russisch-armenischer Herkunft (* 1884)
- 24. September: Carl Laemmle, Produzent und Gründer von Universal (* 1867)

- 13. Oktober: Ford Sterling, US-amerikanischer Schauspieler und Regisseur (* 1883)
- 28. Oktober: Alice Brady, US-amerikanische Schauspielerin (* 1892)

- 13. November: Lois Weber, US-amerikanische Regisseurin (* 1879)
- 30. November: Max Skladanowsky, Filmpionier (* 1863)

- 07. Dezember: Emilia Unda, deutsche Schauspielerin (* 1879)
- 12. Dezember: Douglas Fairbanks, US-amerikanischer Schauspieler (* 1883)
- 27. Dezember: Hermann Häfker, deutscher Filmtheoretiker (* 1873)